# Circuit X
Circuit X is een project en een organisatie dat als platform een nieuwe generatie talentvolle podiumkunstenaars de kans wil geven om hun werk te tonen in cultuur- en gemeenschapscentra in heel Vlaanderen en Nederland.

## Doelstelling
Circuit X wil de spreiding van podiumvoorstellingen bevorderen en kansen geven aan nieuwe podiumkunstenaars. Het biedt verrassende voorstellingen aan van makers die al een zekere reputatie hebben verworven in kunstencentra en werkplaatsen, maar moeilijk doorstromen naar de cultuurcentra. De onderliggende reden is dat veel voorstellingen amper te zien buiten de grote steden. Het aanbod van Circuit X richt zich tot een publiek dat openstaat voor nieuwe ontdekkingen, maar toch dicht bij huis wil blijven. Tegelijkertijd wordt bij elke voorstelling omkadering op maat voorzien om de ontmoeting tussen kunstenaar en publiek te faciliteren.

## Geschiedenis
Circuit X is in 2011 opgericht door Het Theaterfestival Vlaanderen, LOCUS en het Vlaams Theater Instituut (VTi). Het werd boven de doopvont gehouden op het Theaterfestival 2011.
Bij de start van Circuit X kreeg het project 48.000 euro steun van toenmalig minister voor Cultuur Joke Schauvliege, de tweede editie ontving nog 27.000 euro en het was de bedoeling dat vanaf de derde editie het project op eigen benen zou staan. In 2011 en 2013 ontving het initiatief ook steun van Gimv. Nadien ontving het initiatief ondersteuning van het Aanbod Podium van de Vlaamse overheid. Sinds 2014 is Circuit X een zelfstandige vzw, ondersteund door Vlaams minister van Cultuur, Jeugd, Media en Brussel Sven Gatz en Dutch Performing Arts.
In juli 2017 werd bekend dat Circuit X ophoudt te bestaan. De organisatie viel in mei 2017 uit de boot van de projectsubsidies voor het podiumseizoen. Tijdens de subsidieronde 2016 werd ook al een aanvraag voor een structurele subsidie voor de periode 2017-2021 niet gehonoreerd. Twee keer gebeurde dat na een positieve beoordeling, maar binnen het kader van het Kunstendecreet bleken er te weinig middelen beschikbaar om het project te honoreren.

## Werking
Een jury, waarin minstens één vertegenwoordiger van de cultuurcentra zetelt, maakt een selectie van podiumproducties. Oorspronkelijk waren dat vijf producties, maar voor de editie 2016-2017 zes en voor de editie 2017-2018 vier. Het kan gaan om theater, dans, performance of een mengeling daarvan. Niet alle producties komen in aanmerking voor selectie. De voorstellingen moeten: 1) kwalitatief hoogstaand, 2) ‘toegankelijk, leesbaar’, 3) aantrekkelijk voor een publiek dat niet vertrouwd is met de makers, 4) niet te duur zijn.
De geselecteerde producties worden gepresenteerd tijdens Het Theaterfestival in Vlaanderen. Daarna gaan ze op tournee langs theaterzalen in heel Vlaanderen. Oorspronkelijk was de jury die de selectie voor Circuit X maakte de Theaterfestivaljury.
In 2014 en 2015 werd telkens een van de vijf producties geselecteerd op het Oostendse festival Theater aan Zee door de festivaljury, en er bekroond met de  
Circuit X prijs. De winnaars waren in 2014 A reason to talk (Sachli Gholamalizad / kunstZ) en in 2015 Kokokito (Louis Vanhaverbeke / CAMPO). In 2016 werd de Circuit X prijs niet meer uitgereikt wegens stopzetting van de subsidies aan Circuit X.
Cultuurcentra kiezen uit de selectie minstens één productie die ze in hun programma opnemen (met uitzondering van de eerste editie: toen waren het er drie). Het Vlaams Theater Instituut (VTi), het voormalige steunpunt voor de podiumkunsten (nu Kunstenpunt), en LOCUS, het voormalig steunpunt voor lokaal cultuurbeleid (nu Cultuurconnect), ondersteunen een aangepaste omkadering bij elke productie. Circuit X neemt een deel van de uitkoopsom voor haar rekening en biedt communicatieve ondersteuning (flyers, affiches) en omkadering in de vorm van voor- of nagesprekken, een introductiefilmpje, …
Het initiatief Circuit X haakt in op de Beleidsnota Cultuur 2009-2014 van toenmalig Vlaams minister van Cultuur Joke Schauvliege die stelde dat er moest bekeken worden of een afname van het productieaanbod zich niet opdringt en hoe doorstroming van kunstproducties naar diverse circuits kon worden gestimuleerd. Zij zag daarvoor vooral een taak weggelegd voor het wijde netwerk van cultuur- en gemeenschapscentra. Daarop inzetten moest leiden tot meer presentatiekansen, een betere geografische spreiding, en op die manier een verbreding van het publieksaanbod en publieksbereik.

## Receptie
Tijdens het eerste seizoen (2011-2012) tekenden 24 centra in op Circuit X. Voor het seizoen 2013-2014 was het aantal vertoningsplekken (cultuur-, gemeenschaps- en kunstencentra) gestegen tot 30, verspreid over heel Vlaanderen. Voor het seizoen 2014-2015 steeg het verder tot 37. Vanaf seizoen 2016-2017 werd de werking en de selectie uitgebreid naar Nederland. Het aantal Vlaamse en Nederlandse speelplekken steeg verder naar 57. Ook het aantal speelbeurten per seizoen steeg: van 40 naar 90. In totaal werden 6.500 toeschouwers bereikt: 66% meer dan enkele jaren voordien.
Volgens OKO, overleg kunstenorganisaties, groeide Circuit X in de loop der jaren uit tot een kwaliteitslabel waarop kunsten-, cultuur- en gemeenschapscentra beroep konden doen wanneer ze jong en opkomend talent in hun programmatie wensten op te nemen. Het bundelt de inzet die nodig is om voor kunstenaars publieken op te bouwen, het biedt hen groeikansen en geeft hen extra slagkracht. Ook de betrokken beoordelingscommissie toonde in haar advies aan minister Sven Gatz veel waardering voor het initiatief: “Circuit X is na zes edities een kwaliteitslabel en belangrijke spreider van jong werk. Voor een groot aantal centra vormt het een mooie aanvulling op het reguliere werk. Zowel financieel als qua prospectie maakt het een cruciaal verschil voor hun publiekstaken. Voor heel wat jonge makers blijkt het een welgekomen duwtje in de rug.”

## Geselecteerde voorstellingen
2011-2012:
- De Tatiana Aarons Experience (Tom Struyf)
- De Vader, de Zoon en het Heilige Feest (Sadettin Kirmiziyüz)
- Dorp / Het verhaal van een uitzicht (Annelies Van Hullebusch)
- Still Standing You (Pieter Ampe en Guilherme Garrido)
- While Things Can Change (Koen De Preter en Maria Ibarretxe)
- Soirée X: een avondvullend programma samengesteld door Linda Suy (kunstenwerkplaats de Pianofabriek) en Barbara Raes (kunstencentrum Vooruit), met werk van Letter Piece Company; RAMDAM collectif; Etienne Guilloteau; Claudio Stellato en Martin Firket; Els aan Riel; Olivia Rochette en Gerard-Jan Claes

2012-2013:
- De verleiding (Maarten Westra Hoekzema / unm)
- Het fantastische leven van de Heilige Sint-Christoffel (Simon Allemeersch, Barbara Claes en Stefanie Claes / De Werf en Silence Fini)
- Jake & Pete’s big reconciliation attempt (Pieter Ampe en Jakob Ampe / CAMPO)
- Twee meisjes en een schurk (Mieke Laureys en Annelore Stubbe / Ensemble Leporello)
- Winterlicht (Thomas Janssens / Fernweh en De Tijd)

2013-2014:
- BOG. Een poging het leven te herstructureren (Judith de Joode, Benjamin Moen, Sanne Vanderbruggen en Lisa Verbelen)
- Ich bin wie du (Haider Al Timimi & Geert Vandyck)
- Sweat baby sweat (Jan Martens)
- Vergeetstuk (Tom Struyf)
- Zwarte Woud forever (Suzanne Grotenhuis)

2014-2015:
- Heimat (Freek Vielen, Rebekka de Wit, Tom Struyf, Suzanne Grotenhuis en Harald Austbø / detheatermaker)
- The end is dear (compagnie barbarie)
- The Great Downhill Journey Of Little Tommy (Jonas Vermeulen en Boris Van Severen / Collage Producties))
- The truth about Kate (Davy Pieters en Naomi Velissariou / Frascati Producties)
- White Lies (Lies Pauwels (vzw Sontag))

2015-2016:
- A piece of time (moving pendulums & synchronizing metronomes) (Nick Steur)
- A reason to talk (Sachli Gholamalizad / kunstZ)
- Het Weiss-effect (Hof van Eede)
- THE LOVER (Bára Sigfúsdóttir)
- TO BREAK – The Window of Opportunity (Robbert&Frank/Frank&Robbert / CAMPO)

2016-2017:
- Antithesis, the future of the image (Michiel Vandevelde)
- Forever Young (Marijn Brussaard / Frascati Producties)
- HonderdHuizen (Yinka Kuitenbrouwer)
- Kokokito (Louis Vanhaverbeke / CAMPO)
- ONE.  (Lisa Verbelen / BOG.)
- Scheeps-Horeca (Jan Hulst en Kasper Tarenskeen / Frascati Producties)

2017-2018:
- Another One (Maxim Storms en Lobke Leirens)
- Mining Stories (Silke Huysmans & Hannes Dereere)
- Salut Copain (Dounia Mahammed)
- Mazing (Vera Tussing)

## Jury
- selectie 2011-2012: Valentijn Dhaenens (acteur SKaGeN), Eddie Guldolf (programmator C-mine Genk), Sarah Vankersschaever (journalist De Standaard) en Pietjan Dusee (artistiek leider productiehuis Brabant)[21]
- selectie 2012-2013: Kristien De Proost (Tristero), Wouter Hillaert (recensent De Standaard), Eddie Guldolf (programmator C-Mine, Genk) en Geert Overdam (directeur Festival Boulevard)[22]
- selectie 2013-2014: Cees Vossen (programmator CCBe), Evelyne Coussens (journalist voor o.a. De Morgen), Natali Broods (Cie De Koe), Robbert Van Heuven (journalist voor o.a. Trouw) en Jan Hautekiet (VRT)[23]
- selectie 2014-2015: Michiel Van Cauwelaert (scenograaf), Annelies Vancraeynest (programmator CC De Spil, Roeselare), Robbert van Heuven (recensent bij o.a. Trouw, Theatermaker) en Els Van Steenberghe (recensent Knack Focus)[25]
- selectie 2015-2016: Sabine Van Baelen (programmator CC ’t Getouw), Evelyne Coussens (recensent o.a. De Morgen), Merel Heering (programmator Jong Werk op Theater aan Zee), Liv Laveyne (programmator CC De Grote Post), Marijn Lems (recensent, dramaturg en programmamaker) en Jonathan Offereins (programmator Het Huis en Stadsschouwburg Utrecht)[26]
- selectie 2016-2017: Lies Deschietere (programmator Schouwburg Kortrijk), Dries Douibi (organisator Festival Bâtard, dramaturg), Tom Helmer (dramaturg Theater Bellevue), Angela Schellekens (programmator ccBE), Sabine van Baelen (programmator cc ’t Getouw) en Lisa Wiegel (programmator de Brakke Grond).[9]
- selectie 2017-2018: Lies Deschietere (programmator Schouwburg Kortrijk), Dries Douibi (organisator Festival Bâtard, dramaturg), Tom Helmer (dramaturg Theater Bellevue), Angela Schellekens (programmator ccBE), Sabine van Baelen (programmator cc ’t Getouw) en Lisa Wiegel (programmator de Brakke Grond).[27]